# Miguel Olivo
Miguel Eduardo Olivo Peña (nacido el 15 de julio de 1978 en Villa Vásquez) es un receptor dominicano que juega con los Bravos de León de la Liga Mexicana de Béisbol.

## Carrera
Olivo fue firmado originalmente como amateur por los Atléticos de Oakland en 1996 y jugó en el sistema de ligas menores de los Atléticos a través del 2000. En diciembre del 2000, fue canjeado a los Medias Blancas de Chicago por Chad Bradford. En julio de 2001, mientras jugaba para un equipo Clase AA afiliado a los Medias Blancas, Olivo fue suspendido por seis partidos y se le prohibió ir al Juego de Futuras Estrellas de ese año por haber usado un bate con corcho. 
Hizo su debut en Grandes Ligas el 15 de septiembre de 2002 con los Medias Blancas de Chicago y jugó 6 partidos ese año. Fue canjeado por los Medias Blancas a los Marineros de Seattle en junio de 2004 junto con Jeremy Reed, a cambio de Freddy García y Ben Davis. Después de jugar mal con los Marineros de Seattle fue traspasado a los Padres de San Diego en 2005 por el jugador de ligas menores Daniel Mateo. Un año más tarde, fue soltado por los Padres de San Diego y firmado por los Marlins de la Florida en 2006.
En 2007, tuvo el menor porcentaje de fildeo de todos los receptores de Liga Nacional con.986.
Olivo es conocido por su habilidad para hacerles out a los corredores de bases, ya que es segundo en las mayores con más pickoffs, sólo detrás del cácher Yadier  Molina.
Él y Rod Barajas tienen los 2 OBPs(On base percentages) más bajos por jugadores activos de Grandes Ligas.
A Olivo no se le ofreció un nuevo contrato por los Marlins y se convirtió en agente libre el 12 de diciembre de 2007. El 27 de diciembre de 2007, Olivo firmó un contrato por un año con los Reales de Kansas City. El 6 de noviembre de 2009, los Reales declinaron su opción, haciendo de él un agente libre.
El 4 de enero de 2010, Olivo firmó un contrato por un año con los Rockies de Colorado.

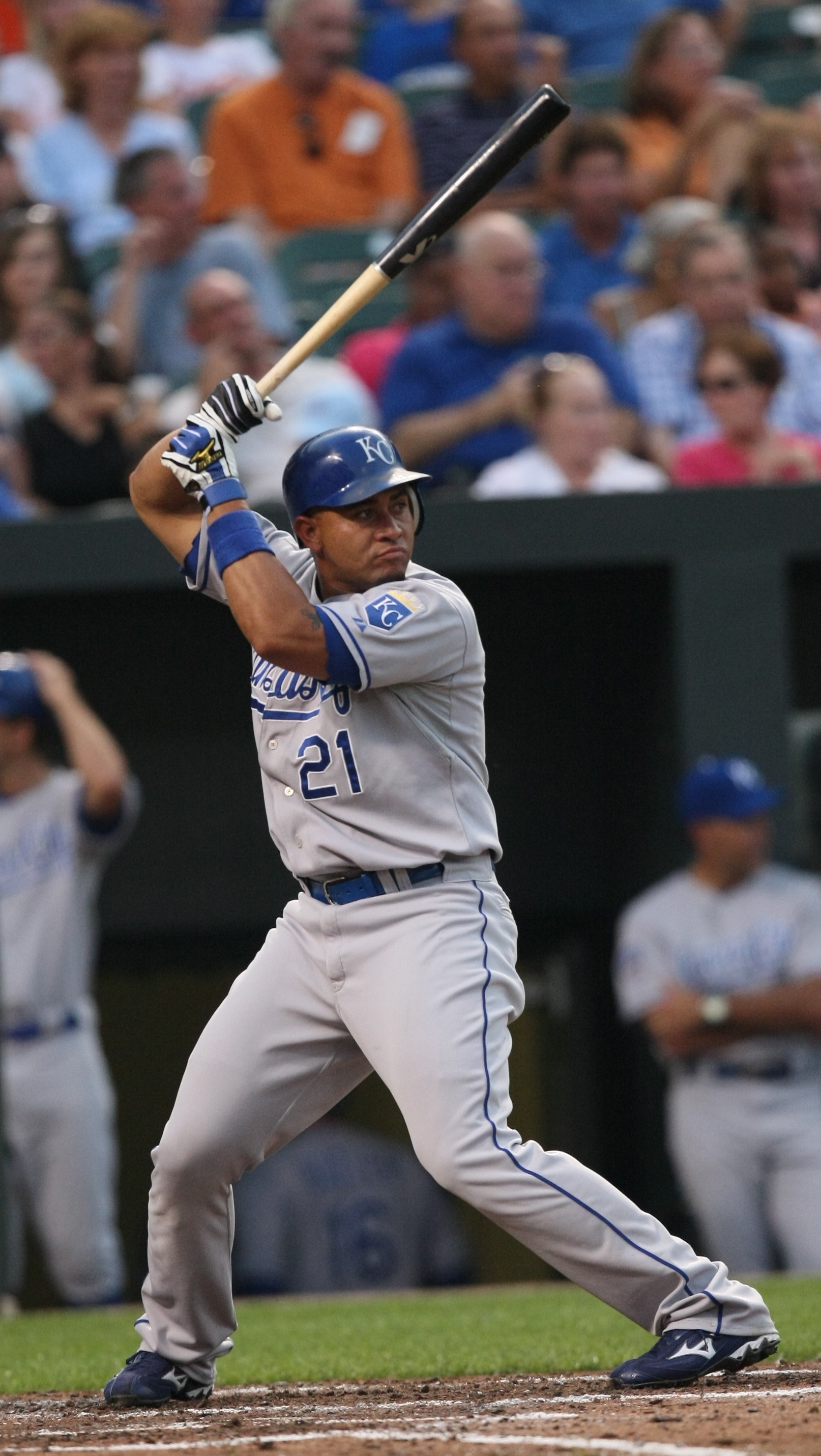
Olivo bateando para los Reales de Kansas City.

Olivo ha sido receptor en dos juegos sin hit en su carrera. Fue receptor en uno para Aníbal Sánchez de los Marlins de Florida el 6 de septiembre de 2006, y uno para Ubaldo Jiménez de los Rockies de Colorado el 17 de abril de 2010.
Olivo fue noticia a principios de 2010 por haber tenedo que salir de un juego contra los Diamondbacks de Arizona a comienzos de la octava entrada por sufrir un dolor de cálculo renal. Sorprendentemente, fue capaz de volver a entrar poco después y terminó el partido. El 1 de octubre, Olivo fue golpeado en la parte posterior de la cabeza por Albert Pujols, quien le pegó con su bate sin darse cuenta. Sufrió una leve conmoción cerebral, pero regresó al equipo más tarde en el juego.
El 4 de noviembre de 2010, Olivo fue cambiado a los Azulejos de Toronto por un jugador a ser nombrado más tarde o consideraciones en efectivo. Los Azulejos se negaron a ejercer la opción de contrato para el 2011, pero le ofrecieron arbitraje, se negó, convirtiéndose en un agente libre.
Olivo firmó un contrato de 2 años y $7 millones con los Marineros de Seattle el 9 de diciembre de 2010. Olivo era un agente libre Tipo B, y como tal los Blue Jays de Toronto recibieron una selección complementaria en el draft después de que Olivo dejara el equipo vía agencia libre.
Olivo conectó su segundo grand slam de su carrera el 21 de julio de 2011 contra los Azulejos de Toronto en el Rogers Centre.